# Pollenia metallica
Pollenia metallica este o specie de muște din genul Pollenia, familia Calliphoridae. A fost descrisă pentru prima dată de Robineau-desvoidy în anul 1830.
Este endemică în Spania. Conform Catalogue of Life specia Pollenia metallica nu are subspecii cunoscute.